# Piano in the Dark
"Piano in the Dark" é uma canção composta e gravada pela cantora americana Brenda Russell, principal single de seu álbum Get Here, lançado em 2 de fevereiro de 1988. Os backing vocals foram feitos pelo cantor Joe Esposito, e a canção recebeu três indicações ao Grammy daquele ano.
A canção foi o único single de Russell a atingir a Billboard Hot 100, onde chegou ao sexto lugar.